# Sahurejeva piramida
Sahurejeva piramida je bila prva piramida, zgrajena na abusirski nekropoli, Egipt. Okoli leta 2480 pr. n. št. jo je za svojo grobnico zgradil faraon Sahure, drugi vladar iz Pete egipčanske dinastije. Piramida je del obsežnega pokopališkega  kompleksa, sestavljenega iz templja na obali Abusirskega jezera, poti od tega templja do gornjega templja nasproti glavne piramide in kultne piramide za faraonovo Ka. Stari Egipčani so kompleks imenovali  Ḫˁj-b3 S3ḥ.w Rˁ - Vzhajajoča Sahurejeva Ba.
Sahurejev piramidni kompleks, ki ga je na začetku 20. stoletja obširno raziskoval Ludwig Borchardt, se šteje za mejnik v egipčanski pokopališki arhitekturi. Njegov razpored je postal standard, ki je ostal nespremenjen do konca Šeste dinastije kakšnih 300 let kasneje. Spodnji in gornji tempelj in dostopna pot do piramidnega kompleksa so bili bogato okrašeni z več kot 10.000 m2 prefinjenih reliefov, po katerih je kompleks slovel že v starem veku. Gornji tempelj je zanimiv tudi zaradi različih gradiv, od alabastrnih in bazaltnih tlakovcev do apnenčastih in granitnih zidov.

## Galerija
- Tloris Sahurejevega piramidnega kompleksa: 1) vhodna dvorana, 2) zaprt prehod, 3) stebriščno dvorišče, 4) skladiščni prostori, 5) ofertorij, 6) glavna piramida, 7) kultna piramida, 8) stranski vhod, 9) kapela s petimi nišami, 10) prečni prehod
- Uničena pot do Sahurejeve piramide
- Konec dostopne poti ob gornjem templju
- Relief z dostopne poti, na kateri je Sahure upodobljen kot sfinga
- Ostanki masivne granitne preklade i Sahurejevimi naslovi
- Palmiformi stebri  odprtega dvorišča
- Ruševine dvorišča
- Relief, ki prikazuje poražene sovražnike
- Relief iz prečnega prehoda, ki prikazuje vrnitev egipčanskih trgovskih ladij iz Sirije
- Vrnitev pomorske odprave v Sirijo
- Granitni steber s stranskega vhoda
- Stropni nosilec, okrašen z zvezdami